# Teucrium betonicum
Teucrium betonicum és una espècie de planta que pertany a la família de les lamiàcies i és endèmica de Madeira.

## Descripció
Teucrium betonicum és un petit arbust perennifoli de 50 a 150 cm d'alçada densament ramificat. Les fulles són peciolades, lanceolades a ovades, de 5 a 12 cm de llargada i de 2 a 4 cm d'amplada, crenades a dentades, tomentoses. Les inflorencències són de dues de flors en raïms. Les flors són poc pedunculades, la corol·la és de color porpra, amb un llavi 5 lòbuls, el llavi superior de la corol·la està absent. Els fruits són petites nous.

## Àrea de distribució
Aquesta planta és endèmica de Madeira, Portugal i la seva extensió és de 401 km². L'espècie es troba entre els 100 fins als 1.300 m sobre el nivell del mar i s'estima que la població total són de 1.000 individus amb tendència estable.

## Hàbitat i ecologia
Aquesta espècie creix en els boscos de laurisilva macaronèsica a les vores o als clars. Aquest tipus de bosc és laurisilva mediterrània.

## Amenaces i preservació
Les principals amenaces de l'espècie són la urbanització, la construcció de carreteres, les esllavissades de terres, l'agricultura i la competència amb espècies exòtiques i natives. Per la preservació en el futur aquesta espècie hi ha exemplars al jardí botànic i al banc de llavors a Madeira.
Teucrium betonicum figura en els annexos II i IV de la Directiva Hàbitats. Per la preservació en el futur aquesta espècie hi ha exemplars al jardí botànic i al banc de llavors a Madeira.

## Ús i comerç
Aquesta espècie s'utilitza amb fins medicinals per tractar els problemes estomacals i com una infusió tònica.

## Taxonomia
Teucrium betonicum vas ser descrita per Charles Louis L'Héritier de Brutelle i publicat a Stirpes Novae aut Minus Cognitae 83, t. 40. 1788.